# 中国共产党江西省委员会
中国共产党江西省委员会，简称中共江西省委，是中国共产党在江西省的领导机关。
中共江西省委由中国共产党江西省代表大会选举产生。在代表大会闭会期间，执行中国共产党中央委员会的指示和中国共产党江西省代表大会的决议，领导江西省的日常工作，定期向中国共产党中央委员会报告工作。目前，尹弘担任该委员会书记，叶建春、陈永奇担任该委员会副书记。

## 沿革
1938年1月，在南昌组建新四军军部，设立中共中央东南分局。1938年6月，新四军军部与东南分局移驻皖南，在南昌重建中共江西省委，隶属于长江局，领导除了赣东北之外的江西省、湘鄂赣、湘赣边等地的党组织。中共江西省委设在新四军驻赣办事处内。1939年3月，日军进逼南昌，省委书记黄道调离江西省委，省委改组，省委秘书长郭潜继任江西省委书记。 
1941年初，中共南方工作委员会（简称“南委”）决定，江西省委书记郭潜调到南委任组织部长，书记由颜福华代理。另派闽粤赣边省委副书记谢育才任中共江西省委书记，谢育才的妻子王勖担任江西省委妇女部长。中共江西省委设在人迹稀少山路崎岖的安福县南山中，中共江西省委直接领导下的党组织主要有赣西南、赣西北、赣南三个特委，一个前方工作委员会，一个赣江河流工作委员会。这些组织的下属县委有44个、区委和支部200多个。1941年7月，谢育才因遭人举报在吉安被捕。颜福华代理省委书记。

## 职责
根据《中国共产党地方委员会工作条例》，中国共产党地方委员会主要实行政治、思想和组织领导，承担下列职能：
1. 对本地区重大问题作出决策。
2. 通过法定程序使党组织的主张成为地方性法规、地方政府规章或者其他政令。
3. 加强对本地区宣传思想文化工作的领导，牢牢掌握意识形态工作领导权、话语权。
4. 按照干部管理权限任免和管理干部，向地方国家机关、政协组织、人民团体、国有企事业单位等推荐重要干部。
5. 支持和保证人大、政府、政协、法院、检察院、人民团体等依法依章程独立负责、协调一致地开展工作，发挥这些组织中党组的领导核心作用。
6. 加强对本地区群团工作和统一战线工作的领导。
7. 动员、组织所属党组织和广大党员，团结带领群众实现党的目标任务。

## 机构设置
根据《江西省机构改革方案》，中国共产党江西省委员会设置工作机关14个，工作机关管理的机关（副厅级）2个。中共江西省委设置下列机构：
- 中共江西省委办公厅

### 职能部门
- 中共江西省委组织部
- 中共江西省委宣传部
- 中共江西省委统一战线工作部
- 中共江西省委政法委员会

（省委组织部挂省公务员局牌子。省委宣传部挂省精神文明建设指导委员会办公室、省人民政府新闻办公室、省新闻出版局（省版权局）、省电影局牌子。省委统一战线工作部挂省人民政府侨务办公室牌子。）

### 办事机构
- 中共江西省委政策研究室
- 中共江西省委网络安全和信息化委员会办公室
- 中共江西省委机构编制委员会办公室
- 中共江西省委军民融合发展委员会办公室
- 中共江西省委台湾工作办公室
- 中共江西省委信访局
- 中共江西省委巡视工作领导小组办公室
- 中共江西省委老干部局

（省委全面深化改革委员会办公室设在省委政策研究室。省委全面依法治省委员会办公室设在省司法厅。省委国家安全委员会办公室设在省委办公厅。省委财经委员会办公室设在省委政策研究室。省委外事工作委员会办公室设在省人民政府外事办公室。省委网络安全和信息化委员会办公室挂省互联网信息办公室牌子。省委审计委员会办公室设在省审计厅。省委教育工作领导小组秘书组设在省教育厅。省委农村工作领导小组办公室设在省农业农村厅。省委台湾工作办公室挂省人民政府台湾事务办公室牌子。）

### 派出机关
- 中共江西省委直属机关工作委员会
- 中共江西省委江西赣江新区工作委员会

### 直属事业单位
- 中共江西省委党校
- 《江西日报》社
- 江西社会主义学院
- 中共江西省委党史研究室
- 江西省档案馆

（省委党校挂江西行政学院牌子。江西社会主义学院挂江西中华文化学院牌子。省档案馆挂省档案局牌子。）

### 工作机关管理的机关
- 中共江西省委机要局，由省委办公厅管理。
- 中共江西省委保密委员会办公室，由省委办公厅管理。

（省委机要局挂省国家密码管理局牌子。省委保密委员会办公室挂省国家保密局牌子。）

## 历届组成人员
1938年以前历届江西省委书记（或省委第一书记）
- 江泽楷（1927年7月23—1927年9月）
- 陈潭秋（1927年9月—1928年）
- 陆沉（1928年月—1928年9月）
- 冯任（1928年9月—1928年12月12日，代理省委书记）
- 张世熙（1928年12月12—1929年2月）
- 沈建华（1929年2月—1930年1月）
- 张国庶（1930年3月—1930年7月5日）
- 李文林（1930年10月—1930年12月，行委书记 ）
- 陈正人（1930年12月—1931年1月15日，代理行委书记   ）
- 任弼时（1931年10月—1931年11月，中央苏区江西临时省委书记 ）
- 卢永炽（1931年11月—1931年12月，未到职，由陈正人代理 ）
- 李富春（1931年12月—1934年9月5日）
- 曾山（1934年10月—1938年1月，代理书记 ）
- 黄道（1938年1月～1939年3月 ）

中共江西省委 （1938.8-1939.3）
- 委员：曾山、涂正坤、曾金生、黄道、邓振询、李坚真、钟效培、郭潜
- 书记：黄道（1938.8-1939.3）（新四军驻赣办事处处长）
- 副书记：邓振询（1938.8-1939.3）兼组织部长（陕甘宁边区政府民政厅长兼工农厅长）
- 副书记：涂正坤（1939.1-1939.6）1939年1月  根据中共中央指示，中共湘鄂赣特委划归中共江西省委领导，湘鄂赣特委书记涂正坤调任江西省委副书记
- 组织部长：曾金生（1939.1-1939.3）新四军驻赣办事处少校秘书
- 妇女部长：李坚真（女，1938.8-1939.3）
- 青年部长：钟效培（1938.8-8）
- 秘书长：郭潜（1938.8-1939.3）

中共江西省委 （1939.3-8）
- 书记：郭潜（1938.3-8）
- 副书记：涂正坤（1939.3-6）
- 副书记：颜福华
- 组织部长：曾金生（1938.3-6）、李辉（代，1939.7-8）
- 宣传部长：郭潜（兼，1939.3-7）、黄耀南（代，1939.7-8）
- 民运部长：邓振询（1939.3-4）
- 青年部长：唐敬斋（1938.3-8）
- 统战部长：林玉明
- 妇女部长：李坚真（女，1939.3-4）

中共江西临时省委 （1938.8-11）
- 召集人：李辉（1939.8-11）
- 成员：黄耀南（1939.8-11）、唐敬斋（1938.8-11）

中共江西省委 （1939.11-1941.2）
- 常委：郭潜、李辉、黄耀南
- 书记：郭潜（1939.11-1941.2）
- 组织部长：李辉（1939.11-12）、颜富华（1940.1-1941.2）
- 宣传部长：黄耀南（1939.11-1940.5）、唐敬斋（代，1940.5-1941.1）、骆奇勋（1941.1-2）
- 社会部长：李辉（兼，1939.11-12）、骆奇勋（1940.8-1941.1，1940年8月鉴于白色恐怖严重，撤销了湘鄂赣特委，湘鄂赣特委书记骆奇勋调任中共江西省委社会部部长）
- 青年部长：唐敬斋（1938.3-8）
- 军事部长：颜富华（1940.1-1941.2）
- 统战部长：林鸣凤（邱琳，1940.11-1941.2）
- 妇女干事：李健（女，1939.11-1941.2）

中共江西省委 （1941.2-6）
- 代理书记：颜富华（1941.2-6）
- 组织部长：颜富华（兼，1941.2-6）
- 宣传部长：骆奇勋（1941.2-6）
- 军事部长：颜富华（兼，1941.2-6）
- 青年部长：唐敬斋（1941.2-6）
- 统战部长：林鸣凤（邱琳，1941.2-6）

中共江西省委 （1941.7-12）
- 书记：谢育才（1941.7-12）
- 组织部长：颜富华（1941.7-12）
- 宣传部长：骆奇勋（1941.7-12）
- 军事部长：颜富华（兼，1941.7-12）
- 社会部长：骆奇勋（兼，1941.7-8）
- 青年部长：唐敬斋（1941.7-12）
- 统战部长：林鸣凤（邱琳，1941.7-9）

1941年起历届江西省委书记（或省委第一书记）
- 谢育才（1941年5—1941年7月）
- 颜福华（1941年7—1941年9月，代理省委书记）
- 陳正人（1949年6月－1952年11月）
- 楊尚奎（1952年－1966年）
- 程世清（1966年－1971年）
- 江渭清（1972年－1982年）
- 白棟材（1982年－1985年）
- 萬紹芬（1985年－1988年）
- 毛致用（1988年4月－1995年）
- 吴官正（1995年4月－1997年4月）
- 舒惠國（1997年4月－2001年4月）
- 孟建柱（2001年4月－2007年11月）
- 苏荣（2007年11月－2013年3月）
- 强卫（2013年3月-2016年6月）
- 鹿心社（2016年6月-2018年3月）
- 刘奇（2018年3月-2021年10月）
- 易炼红（2021年10月－2022年12月）
- 尹弘（2022年12月－）

第十二届省委（2006年12月16日-2011年10月）
- 书记：孟建柱（－2007年11月）、苏荣（2007年11月－）
- 副书记：吴新雄、王宪魁
- 常务委员：董君舒、陈达恒、刘上洋、舒晓琴、潘逸阳、凌成兴、赵智勇、余欣荣、弘强、王清葆

第十三届省委（2011年10月-2016年11月）
- 书记：苏荣（-2013年3月）、强卫（2013年3月-2016年6月）、鹿心社（2016年6月-）
- 副书记：鹿心社（-2016年6月）、张裔炯（-2012年2月）、尚勇（2012年2月-2014年7月）、莫建成（2015年1月-2015年12月）、刘奇（2016年2月-）、姚增科（2016年10月-）
- 常务委员：苏荣（-2013年3月）、鹿心社、张裔炯（-2012年2月）、尚勇（-2014年7月）、舒晓琴（女）（-2013年4月）、凌成兴（-2013年5月）、赵智勇（-2014年6月，因严重违纪被免职）、莫建成（-2015年12月）、陶正明（-2013年11月）、史文清（-2015年1月）、王文涛（-2015年3月）、周萌、蔡晓明、姚亚平（2012年2月-2016年2月）、周泽民（2012年9月-2016年11月）、强卫（2013年3月-2016年6月）、赵爱明（女）（2013年6月-）、马家利（2014年5月-2015年3月）、龚建华（2014年10月-）、李炳军（2015年6月-）、张晓明（2015年7月-2016年8月）、毛伟明（2015年8月-）、朱虹（2015年10月-2016年11月）、刘奇（2016年2月-）、陈俊卿（2016年3月-）、姚增科（2016年10月-）、孙新阳（2016年11月-）

第十四届省委（2016年11月-2021年11月）
- 书记：鹿心社（-2018年3月）、刘奇（2018年3月-2021年10月）、易炼红（2021年10月-）
- 副书记：刘奇（-2018年3月）、姚增科（-2018年5月）、李炳军（2018年5月-2020年11月）、易炼红（2018年8月-2021年10月）、叶建春（2021年2月-）、吴忠琼（女）（2021年11月-）
- 常务委员：鹿心社（-2018年3月）、刘奇（-2021年10月）、姚增科（-2018年5月）、李炳军（-2020年11月）、孙新阳（-2020年3月）、赵爱明（女）（-2019年2月）、毛伟明（-2020年1月）、尹建业、殷美根、陈兴超、刘捷（-2018年5月）、赵力平、杨笑祥（2018年1月-2018年12月）、施小琳（女）（2018年5月-2021年8月）、刘强（2018年5月-）、易炼红（2018年8月-）、吴亚非（2018年12月-）、吴晓军（2019年9月-2021年4月）、马森述（2020年3月-）、吴忠琼（女）（2020年7月-）、叶建春（2021年2月-）、吳浩（2021年6月-）、李红军（2021年7月-）、梁桂（2021年9月-）、庄兆林（2021年11月-）

第十五届省委（2021年11月至今）
- 书记：易炼红（－2022年12月）、尹弘（2022年12月－）
- 副书记：叶建春、吴忠琼（女，－2024年12月）、陈永奇（2024年12月－）
- 常务委员：易炼红（－2022年12月）、叶建春、吴忠琼（女，－2024年12月）、梁桂(－2024年12月)、马森述（－2025年6月）、吴浩（-2024年1月）、李红军、任珠峰、张鸿星（－2022年5月）、庄兆林、鲍泽敏、史文斌（－2023年12月）、黄喜忠、罗小云（2022年6月－）、尹弘（2022年12月－）、卢小青（2024年4月－）、陈敏（2024年4月－）、陈永奇（2024年12月－）